# ديريك أوسي
ديريك أوسي (بالفرنسية: Derick Osei) هو لاعب كرة قدم فرنسي في مركز نصف الجناح، ولد في 10 سبتمبر 1998 في تولوز في فرنسا. لعب مع نادي تولوز.

## وصلات خارجية
- ديريك أوسي على موقع رابطة كرة القدم الفرنسية للمحترفين (الإنجليزية)
- ديريك أوسي على موقع قاعدة بيانات كرة القدم.إي يو (الإنجليزية)
- ديريك أوسي على موقع Soccerbase.com (لاعب) (الإنجليزية)
- ديريك أوسي على موقع Soccerway.com (الإنجليزية)